# 鳕油酸
鳕油酸（也称为：顺-9-二十烯酸，cis-9-Eicosenoic acid）分子式C20H38O2，是一种二十碳烯单酸，可简写为 20:1 (ω−11)，存在于鱼肝油等魚油中。